# Trinidad y Tobago en los Juegos Paralímpicos de Río de Janeiro 2016
Trinidad y Tobago estuvo representado en los Juegos Paralímpicos de Río de Janeiro 2016 por tres deportistas, dos mujeres y un hombre.

## Medallistas
El equipo paralímpico trinitense obtuvo las siguientes medallas:
| Nombre        | Deporte   | Evento                 |
| ------------- | --------- | ---------------------- |
| Oro           |           |                        |
| Akeem Stewart | Atletismo | Jabalina F44 masculino |
| Plata         |           |                        |
| Akeem Stewart | Atletismo | Disco F44 masculino    |
| Bronce        |           |                        |
| Nyoshia Cain  | Atletismo | 100 m T44 femenino     |